# Йод (буква сирийского алфавита)
ܝ (ܝܘܕ, в.-сир. йод, з.-сир. йуд) — десятая буква сирийского алфавита.

## Использование
Происходит от арамейской буквы йод (𐡉), восходящей к финикийской букве йуд (𐤉, ).
В сирийском языке обозначала полугласный [j], в качестве матер лекционис — дифтонг [aj], гласный [iː] на конце слова, [iː] и [eː] в середине слова, реже — краткий [i]. В ассирийском языке обозначает [j], перед глухими согласными и в конце слова — [ç]. Числовое значение в сирийской системе счисления — 10.
В романизации ALA-LC передаётся как y (если обозначает согласный или компонент дифтонга), í (если обозначает гласный), в романизации BGN/PCGN передаётся как y или ī в зависимости от произношения.

## Кодировка
Буква йод была добавлена в стандарт Юникод в версии 3.0 в блок «Сирийское письмо» (англ. Syriac) под шестнадцатеричным кодом U+071D.